# Altes Palais, Berlin

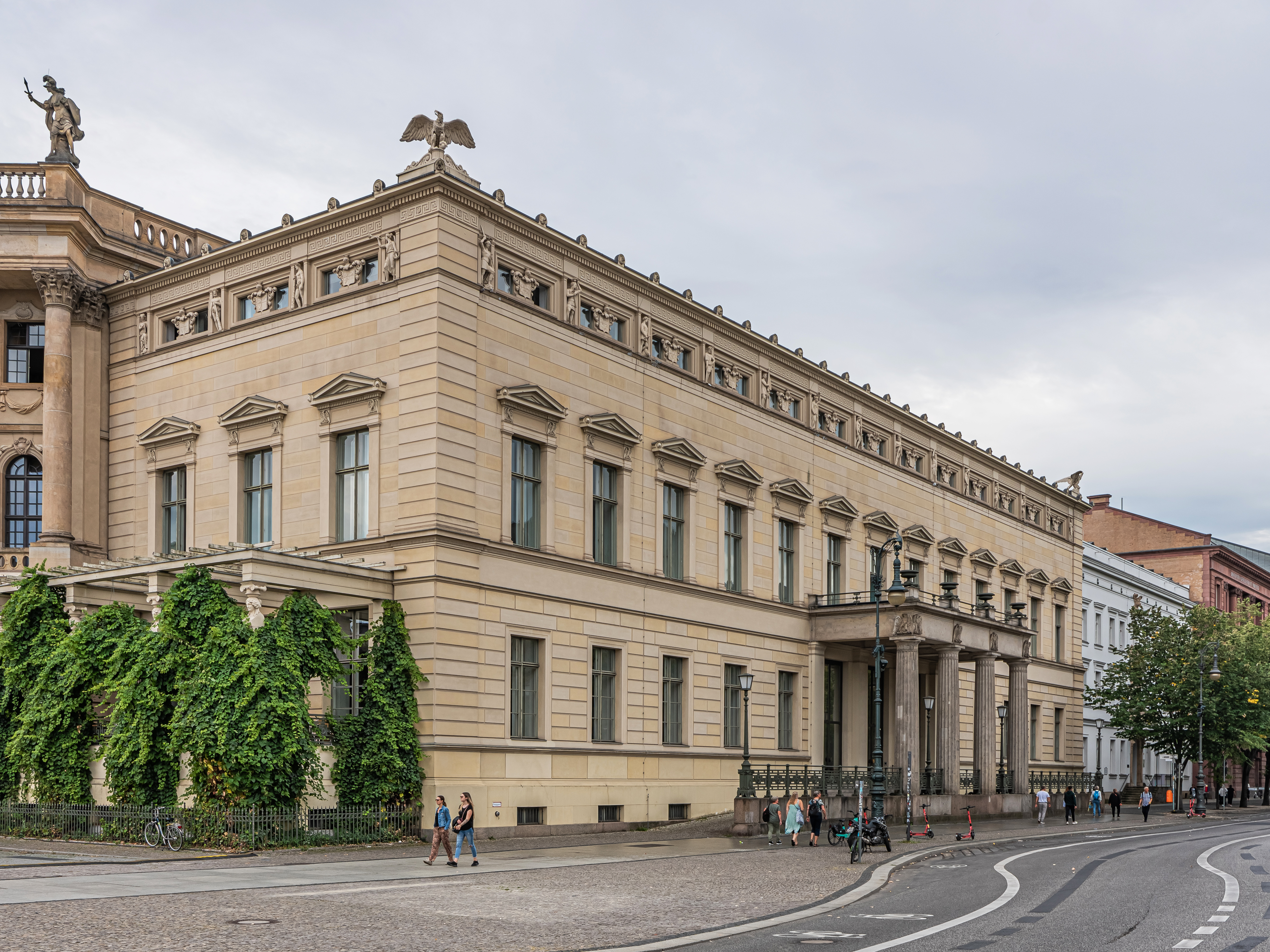
Altes Palais, 2023

Altes Palais ("Gamla palatset"), tidigare även känt som Kaiser-Wilhelm-Palais, är en nyklassicistisk palatsbyggnad i centrala Berlin, belägen i stadsdelen Mitte på Unter den Linden 9. Palatset uppfördes ursprungligen 1834-1837 som vinterresidens för den dåvarande prins Vilhelm, sedermera kejsaren Vilhelm I, och inhyser idag Humboldtuniversitetets juridiska fakultet.

## Historia

### Kejserligt palats

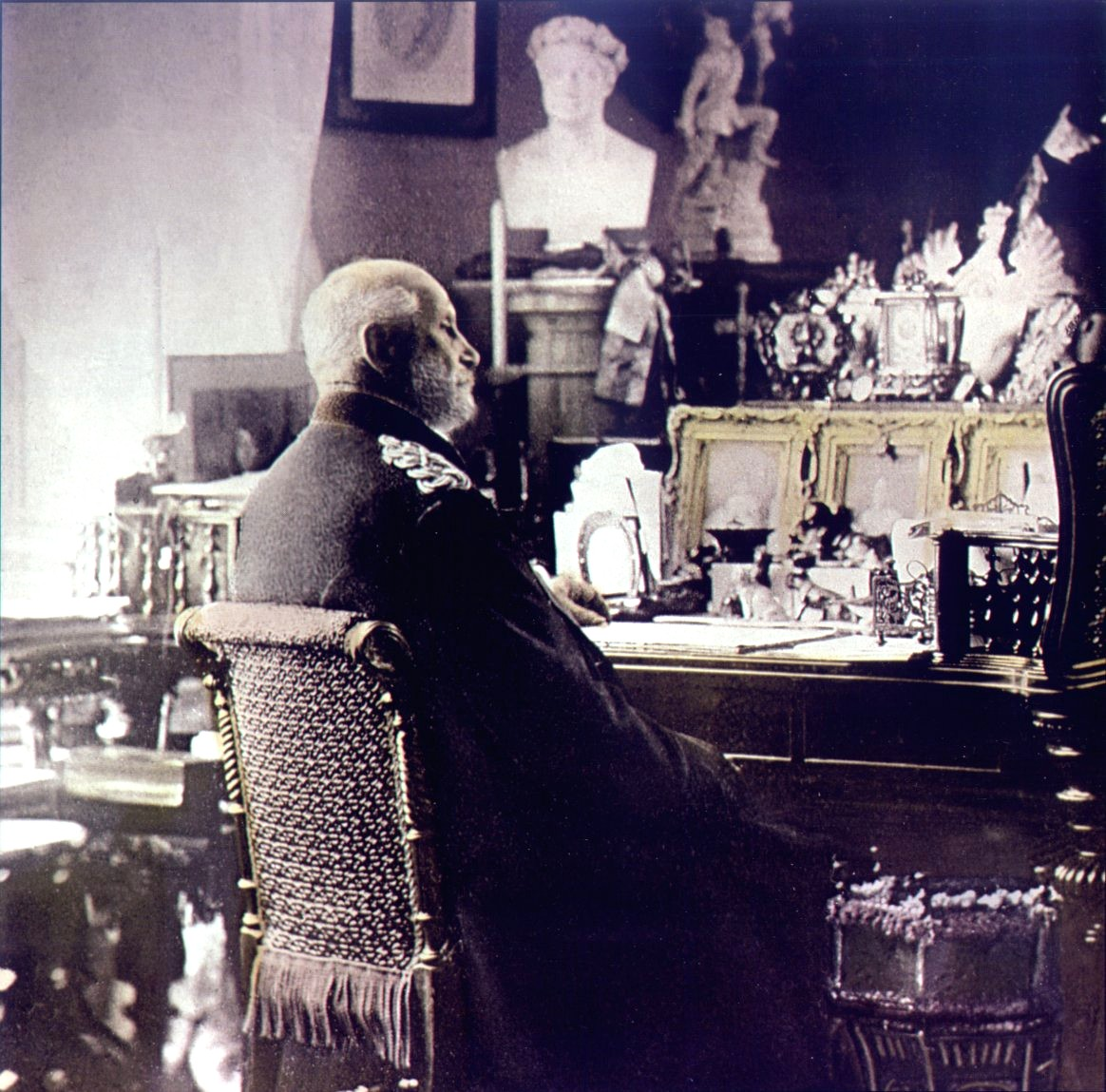
Vilhelm I av Tyskland vid sitt skrivbord, 1880.

Altes Palais ritades av arkitekten Carl Ferdinand Langhans och uppfördes 1834-1837 i nyklassicistisk stil. Det var 1837-1888 vinterresidens och arbetsplats för Vilhelm I av Tyskland under hans tid som prins av Preussen, regent och sedermera kejsare av Tyskland. De ursprungliga planerna av Karl Friedrich Schinkel för ett palats vid nuvarande Bebelplatz innebar att den angränsande biblioteksbyggnaden skulle rivas. På Vilhelm I:s initiativ ersattes dessa planer med en blygsammare plan av Langhans, så att palatset istället fick en mindre omfattning anpassad efter biblioteksbyggnaden och orienterades mot Unter den Linden. 
Vid Vilhelm I:s trontillträde som kung av Preussen kom palatset att utvidgas och nyinredas för att bättre passa rollen som kungligt palats, bland annat byggdes angränsande byggnader om till gästhus. Byggnaden innehöll förutom privata våningar och representationsrum även Vilhelm I:s arbetsrum. Från fönstret brukade han inspektera vaktavlösningen vid Neue Wache, vilket med tiden blev en populär turistattraktion i Berlin under 1870- och 1880-talen. 1888 avled Vilhelm i palatset och därefter hängdes fönstret vid arbetsrummet för. Änkekejsarinnan Augusta bodde ytterligare två år i palatset till sin död 1890.

### Museum, förstörelse och återuppbyggnad
Palatset bevarades som ett museum över kejsarparet, öppet för allmänheten, och förblev i släkten Hohenzollerns ägo efter den tyska revolutionen 1918. På 1930-talet etablerades beteckningen Altes Palais på byggnaden, som dittills kallats Kaiser-Wilhelm-Palais. Under andra världskriget brandskadades palatset svårt i bombningarna av Berlin 1943. Endast ytterväggarna återstår idag som originaldelar av den ursprungliga byggnaden. 1963-1964 återuppbyggdes palatset under den östtyska epoken, då man avlägsnade pergolan och viss fasadutsmyckning. Byggnaden har sedan dess tillsammans med det angränsande Alte Bibliothek använts av Humboldtuniversitetets juridiska fakultet. Åren 2003-2007 genomfördes en större renovering då fasaden återställdes till 1800-talets skick.